# 围城 (小说)
《围城》是钱锺书所著唯一的长篇小说。第一版于1947年由上海晨光出版公司出版，1948年再版，1949年三版。1949年后，由于政治等方面原因，本书长期无法在中国大陆和台湾重印，仅在英屬香港出现过盗印本。1980年经作者重新修订後，在中国大陆由人民文学出版社刊印。此后作者又小幅修改过几次并再版。

## 创作背景

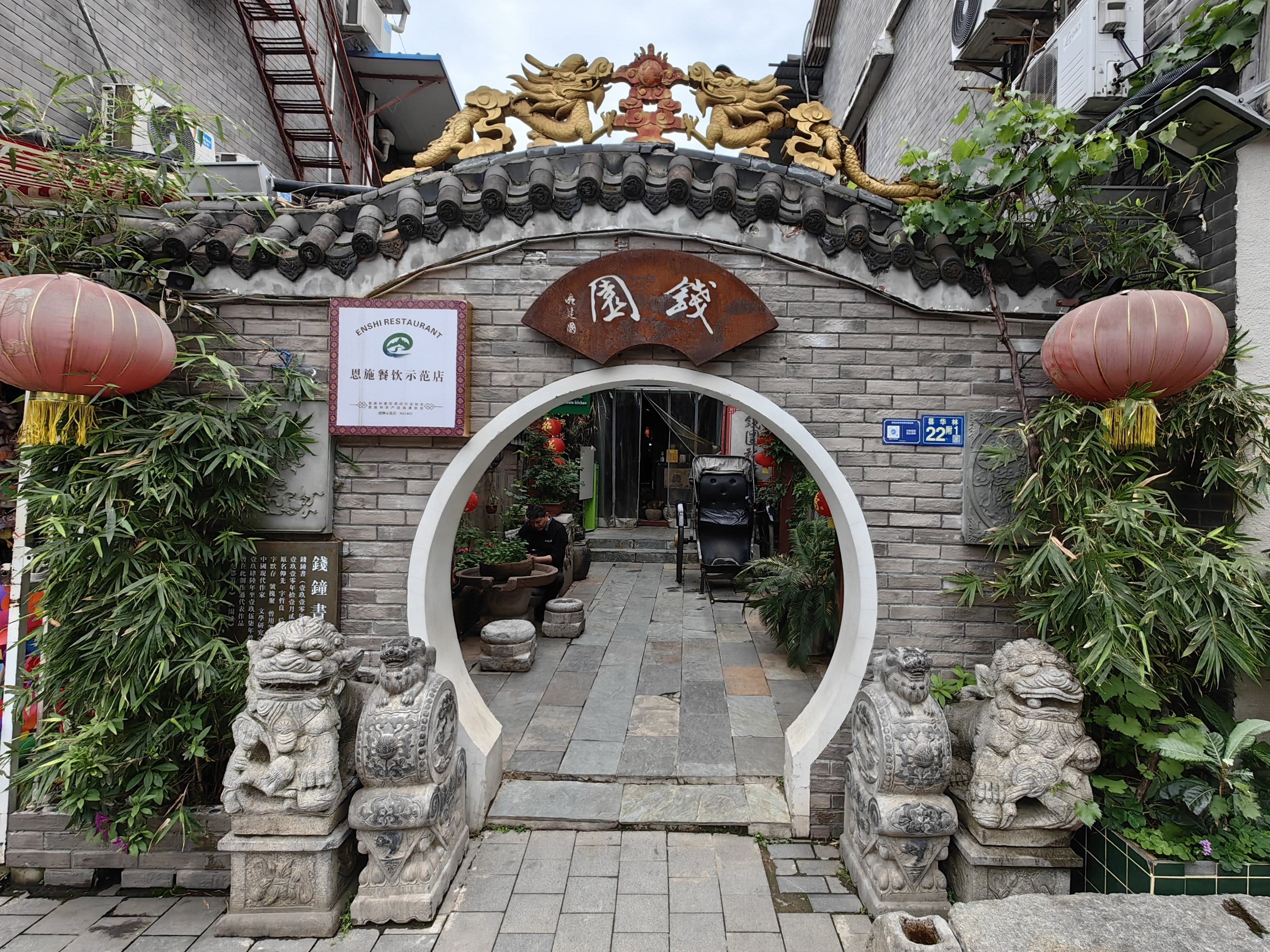
钱钟书在武汉昙华林的故居，他创作《围城》的末期曾居住于此

《围城》是钱锺书唯一的一部长篇小说（另一部小说《百合心》未创作结束即被遗失，从此作者便再没有续写），开始创作于1944年，1946年完稿，1947年由上海晨光出版公司印制发行。该书是钱锺书“锱铢积累”而成的，小说“从他熟悉的时代，熟悉的地方，熟悉的社会阶层取材。但组成故事的人物和情节全属虚构。尽管某几个角色稍有真人的影子，事情都子虚乌有；某些情节略具真实，人物却全是捏造的。”而男主角方鸿渐则是取材于两个亲戚：“一个志大才疏，常满腹牢骚；一个狂妄自大，爱自吹自唱。两人都读过《围城》，但是谁也没自认为方鸿渐，因为他们从未有方鸿渐的经历。”

## 故事大纲
故事发生于1920到1940年代。主角方鸿渐是个从中国南方乡绅家庭走出的青年人，迫于家庭压力与同乡周家女子訂亲。但在其上大学期间，周氏患病早亡。後來他出国求学。
方在欧洲游学期间，不理学业。为了给家人一个交代，方于毕业前购买了虚构的「克莱登大学」博士学位证书，并随海外学成的留学生回国。在船上与留学生鲍小姐相识并热恋，但被鲍小姐欺骗感情；同时也遇见了同船留学归国的大学同学苏文纨。
抗战开始，方家逃难至上海的租界。方在赵辛楣的引荐下，与赵辛楣、孙柔嘉、顾尔谦、李梅亭几人同赴位于内地的三闾大学任教。由于方鸿渐性格等方面的弱点，陷入了复杂的人际纠纷当中；后与孙柔嘉订婚，并离开三闾大学回到上海。在赵辛楣的帮助下，方鸿渐在一家报馆任职，与孙柔嘉结婚。
婚后，方鸿渐夫妇与方家、孙柔嘉姑母家的矛盾暴露并激化。方鸿渐辞职并与孙柔嘉吵翻，逐渐失去了对生活的希望。

## 人物
- 方鸿渐：本书主人公。气高学浅、未求专攻，外慧内醇、少谙世故。曾游学西欧，归国后随波逐流，然挣扎自守而不失本心。
- 赵辛楣：曾留学美国，虽出身世家，却外表世故、内心醇厚，是苏文纨青梅竹马的追求者，恋爱失意后成为方鸿渐的至交好友。
- 苏文纨：法国里昂大学文学博士，出身官宦名门，“冷若冰霜，艳若桃李”，且老于世故。
- 唐晓芙：苏文纨的表妹，聪明活泼、开朗伶俐、自然本色，是方鸿渐一见倾心、钟情追求的恋爱对象，后来因苏文纨全力挑拨而误解分手。
- 孙柔嘉：与方鸿渐和赵辛楣同赴三闾大学，任外文系英语助教。外表柔顺、心机内敛，后来嫁给方鸿渐。
- 鲍小姐：与方鸿渐、苏文纨同船归国的留学生，方鸿渐归国途中的一夜情人。
- 方父、方母：中国江浙一带传统的旧乡绅伉俪，方鸿渐的父母。
- 周父、周母：方鸿渐未过门的岳丈岳母（因其未婚妻早亡），也是送方鸿渐出国留学的出资人。
- 董斜川：赵辛楣的朋友，曾为驻外军事参赞。出身传统书香名门，家传谙熟古旧体诗律。
- 褚慎明：赵辛楣的朋友，闭门自修的“哲学家”，擅长投机取巧、故弄玄虚、自我标榜。
- 曹元朗[2]：英国剑桥大学文学博士，后来成为苏文纨的丈夫。
- 高松年：三闾大学校长，典型的学术官僚。
- 李梅亭：三闾大学代理训导长，庸俗贪财，混迹于知识界的学术市侩。
- 汪处厚：三闾大学中国文学系主任，官场失意后退身学界。
- 汪太太：汪处厚的年轻妻子，致使赵辛楣逃离三闾大学的暧昧对象，同时又是校长高松年的暧昧对象。
- 韩学愈：三闾大学历史系主任，混迹于知识界的学术骗子。
- 刘东方：三闾大学外文系主任，曾希望将妹妹嫁给方鸿渐。
- 陆子潇：三闾大学年轻教师，孙柔嘉的暗恋者，喜欢故作深沉地自吹自擂。
- 范懿：三闾大学女生指导，赵辛楣的暗恋和追求者。

## 主题
按照中华人民共和国官方教学机构的概括：《围城》是一部多层意蕴的小说。小说中刻画了一大批20世纪30年代的知识分子形象，他们游离于抗日战争之外，他们都留学归来，受到西方文化的熏陶，但是他们缺乏远大的理想，又缺乏同传统势力和思想斗争的勇气，甚至无法把握自己的生活。揭示人生的无奈和命运的神奇，从婚姻是围城到人生是围城，主角方鸿渐不断渴望跳出围城，但是却又落入另一个围城，描绘了人生和现实世界的斗争和束缚。

## 风格与评价

《圍城》三联版封面

《围城》自从出版以来，就受到许多人的推崇。由于1949年後长期无法重印，这本书逐渐淡出人们的视野。1960年代，旅美汉学家夏志清在《中国现代小说史》（A History of Modern Chinese Fiction）中对本书作出很高的评价，这才重新引起学界对它的关注。1980年代后，随着本书在中国大陆再次出版及同名电视剧的播出，《围城》开始风靡于世并得到了社会公众的认可。人们对它的评价一般集中在两方面：机智幽默的语言风格和对生活深刻的观察。在这部书的字里行间，人们可以感受到作者学贯中西的文化底蕴和深厚功力。
从1990年代开始，也有个别人提出对本书的不同看法，认为这是一部被“拔高”的小说，并不是一部出色的作品。张建术的《魔镜裡的钱锺书》第八章稱葉紫的《丰收》、路翎的《财主底儿女们》、无名氏的《海艳》以及周立波的长篇小说《暴风骤雨》相較於圍城都不遜色。

### 幽默
很多人认为这是一部幽默作品。除了各具特色的人物及语言之外，作者夹叙其间的文字也显得机智、风趣。这是本书的一大特色。也有人认为这是作者卖弄文字，语言不乏尖酸刻薄。但这一说法并不为大多数读者所接受。

### 生活
“围城”这个名字据称来自一句法国谚语“婚姻是被围困的城堡，城外的人想冲进去，城里的人想逃出来”（Le mariage est une forteresse assiégée, ceux qui sont dehors veulent y entrer, ceux qui sont dedans veulent en sortir.）。
这句话曾在小说中借苏文纨的口出现，也是本书中最为人熟知的一句话。很多人认为这是本书的主旨，精炼地总结了生活中人们的一种心态。后来“围城”一词也经常被人们引用，作为这种心态的代名词。作者在书中描摹了当时社会中的许多人物形象，如留学生、商人、普通职员、小市民等，针对他们的特点进行了调侃。读者在阅读时，往往会对他们产生似曾相识的感觉。

### 社会
作者借对三闾大学校长高松年的描写，将人性演化中与生俱来的弱点作过一番精彩的比喻：“事实上，一个人的缺点正像猴子的尾巴，猴子蹲在地面的时候，尾巴是看不见的，直到他向树上爬，就把后部供大众瞻仰，可是这红臀长尾巴本来就有，并非地位爬高了的新标识。”书中针对中国人，特别是知识分子的许多缺点作出了幽默的嘲讽，具有警醒意味。如滋滋于高学历、洋文凭带来的虚荣功利，对学问本身却热衷于牵强附会、一知半解的浮夸，而对传统文化则满足于抱残守缺的炫耀和固步自封，尤其是面对现实生活和名利地位时的本能、流俗和无奈……。这一切也同时反映了那个动荡的大时代里，国人在直面从西洋汹涌而来的现代文明时的内心惶恐，即便是身为文化先行者的知识分子也难独善其身、进化完整。就像作者在本书自序中所说：“在这本书里，我想写现代中国某一部分社会、某一类人物。写这类人，我没忘记他们是人类，只是人类，具有无毛两足动物的基本根性”。

## “围城”心态
本书流传过程中，很多人开始用“围城”这个词来代指某种心态。这种心态某种程度上是“渴望得到（某种东西），得到后又失望”。中国大陆拍摄的同名电视连续剧，在片头处有一画外音：“围在城里的人想逃出来，城外的人想冲进去。对婚姻也罢，职业也罢，人生的愿望大都如此”(此句為楊絳所著)，认为这是“人生”的必经的心理过程，获得许多人的认同。
在媒体中用到的“围城”这个词，也有的是指“陷入困境”的意思。

## 三閭大學
《围城》中虚构的一所大学。大学因抗战而在湖南平成（同為虛構城市）创立，校长为生物学专家高松年。
学校本部
- 校长：高松年，口头禅：“我是研究生物学的，我常说，学校也是个有机体，教职员之于学校，应当像细胞之于有机体。”为人城府虚伪，却能巧妙调和韩学愈和刘东方的矛盾。还和汪处厚的太太关系暧昧。
- 训导长：李梅亭，高松年的老朋友，阴险做作。本来被高聘为中文系主任，不料被汪处厚捷足先登。高松年为安抚李，把李带的一箱子西药全买了下来，还升他为代理训导长。
- 女生指导：范懿。喜欢曹禺的话剧。老是泄露别人的秘密。暗恋赵辛楣。

历史系
- 主任：韩学愈。与《围城》的主人公方鸿渐一样，在国外向爱尔兰人买了「克莱登大学」的文凭，头衔是“世界通史博士”。娶了一个白俄太太，却对外声称她是美国人，为了太太能进入学校当英语教授而和外文系主任刘东方明争暗斗。
- 副教授：顾爾谦
- 教授：陆子潇。为人古怪，喜欢孙柔嘉又求之不得，喜欢用行政院和外交部的来信向人炫耀。

外文系
- 主任：刘东方。与历史系主任韩学愈在学校水火不容。家里有个妹妹，刘极想把她嫁给方鸿渐。
- 英语助教：孙柔嘉。在赵辛楣因与汪处厚太太暧昧曝光而逃离学校后，巧用心计嫁给了方鸿渐。

中文系
- 主任：汪处厚。靠了教育部次长的侄子才混到这个位子，本想招贤纳士，依靠做媒把方鸿渐和赵辛楣拉入自己阵营。不料赵辛楣向自己太太暗送秋波，汪派无形解散。

政治系
- 主任：赵辛楣。因为和汪处厚的年青太太关系暧昧被发现而离开学校去了重庆。

## 翻译版本
本书在20世纪60年代以后，被翻译成多种文字，流传世界各地。
- 英文版《Fortress Besieged》 珍妮·凯利（Jeanne Kelly） 茅国权（Nathan K Mao） 翻译 （此版本被收入英国企鹅经典文库）
- 法文版《La Forteresse assiégée》 塞尔望·许来伯（Sylvie Servan Schreiber） 翻译
- 日本版 荒井健 中岛长文 翻译
- 德文版《Die umzingelte Festung》 莫宜佳（Monika Motsch） 翻译
- 俄文版《Осаждённая крепость》 索洛金（V.Sorokin） 翻译

## 衍生作品
- 《围城》10集电视连续剧 1990年 黄蜀芹导演
- 《围城》32集广播连续剧
- 《围城之后》是出自鲁兆明的续作，1992年7月春风文艺出版社出版[5]，延续了《围城》的悲剧色彩，由于风格力求模仿钱鍾书，一段时间曾出现大量冠以钱著的盗版，竟令一些读者以为钱鍾书晚年续写《围城》。尽管很多人认为此书文学造诣不及《围城》，而且由于盗版猖獗，作者鲁兆明也并未因这部作品得名。像《围城》一样给出了一个开放性的小说结局。出版《围城之后》的春风文艺出版社由于侵权向钱鍾书道歉并支付赔偿[6]。
- 《围城大结局》是出自魏人的续作，1993年3月由农村读物出版社出版[7]，有趣的是这部作品不是直接续写《围城》，而是对《围城之后》的续写，半年就付梓，可见作者魏人颇勤于笔耕，不过出版社和作者也因此获讼于钱鍾书[6]。
- 《〈围城〉汇校本》由胥智芬滙校，汇总了作者历次对该书的修改。钱锺书对该书极为不满。

在中国大陆，很多人是借电视剧和广播剧的播出才了解了钱鍾书和《围城》这部小说的。《围城》续作频现，尽管一时兴讼，也都能算是一段文坛佳话。两部续作，也因此被好事者列为钱学研究书目。